# ECSCR
ECSCR (англ. Endothelial cell surface expressed chemotaxis and apoptosis regulator) – білок, який кодується однойменним геном, розташованим у людей на 5-й хромосомі. Довжина поліпептидного ланцюга білка становить 205 амінокислот, а молекулярна маса — 21 295.
| 10         |  | 20         |  | 30         |  | 40         |  | 50         |
| ---------- |  | ---------- |  | ---------- |  | ---------- |  | ---------- |
| MGTAGAMQLC |  | WVILGFLLFR |  | GHNSQPTMTQ |  | TSSSQGGLGG |  | LSLTTEPVSS |
| NPGYIPSSEA |  | NRPSHLSSTG |  | TPGAGVPSSG |  | RDGGTSRDTF |  | QTVPPNSTTM |
| SLSMREDATI |  | LPSPTSETVL |  | TVAAFGVISF |  | IVILVVVVII |  | LVGVVSLRFK |
| CRKSKESEDP |  | QKPGSSGLSE |  | SCSTANGEKD |  | SITLISMKNI |  | NMNNGKQSLS |
| AEKVL      |  |            |  |            |  |            |  |            |

A: Аланін

C: Цистеїн

D: Аспарагінова кислота

E: Глутамінова кислота

F: Фенілаланін

G: Гліцин

H: Гістидин

I: Ізолейцин

K: Лізин

L: Лейцин

M: Метіонін

N: Аспарагін

P: Пролін

Q: Глутамін

R: Аргінін

S: Серин

T: Треонін

V: Валін

W: Триптофан

Кодований геном білок за функціями належить до білків розвитку, фосфопротеїнів. 
Задіяний у таких біологічних процесах, як апоптоз, ангіогенез, хемотаксис, диференціація клітин. 
Локалізований у клітинній мембрані, цитоплазмі, мембрані.